# Fajlagos térfogat
A fajlagos térfogat termodinamikai állapotjelző, a sűrűség reciproka. Nem szabályos, de használatos rövid neve: fajtérfogat. Meghatározása: az anyag egységnyi tömegének térfogata:
{\displaystyle v={\frac {V}{m}}={\frac {1}{\rho }}}
ahol 
V a térfogat,
m a tömeg, 
{\displaystyle \rho } a sűrűség
SI mértékegysége a {\displaystyle m^{3}/kg\,}
Ideális gáz esetére: 
{\displaystyle v={\frac {RT}{pM}}}
ahol {\displaystyle R} az egyetemes gázállandó, {\displaystyle M} a moláris tömeg, {\displaystyle T} az abszolút hőmérséklet és {\displaystyle p} a gáz nyomása.
Fajlagosnak nevezzük azokat a mennyiségeket a termodinamikában, amelyeket egy extenzív mennyiségnek a rendszer tömegével való osztással származtatunk. Például U a belső energia J-ban; u pedig a fajlagos belső energia J/kg-ban.